# Miha Hrobat
Miha Hrobat, né le 23 février 1995 à Kranj, est un skieur alpin slovène.

## Biographie
Membre du club de sa ville natale Kranj, Il prend part à ses premières compétitions régies par la FIS en 2010 et dispute notamment les premiers jeux olympiques de la jeunesse d'hiver en 2012 à Innsbruck, où il remporte la médaille d'argent sur le combiné, derrière Marco Schwarz. En 2014, il découvre la Coupe d'Europe, deuxième niveau mondial et y marque ses premiers points lors de l'hiver 2015-2016.
Il fait son apparition en Coupe du monde en 2015, année où il devient champion du monde junior de descente à Hafjell, gagnant aussi une médaille de bronze en combiné. 
Il est sélectionné pour les Championnats du monde 2017, où il est notamment 14e de la descente et 24e du super G. En 2018, il participe à ses premiers Jeux olympiques, qui ont lieu à Pyeongchang, où il finit 29e en descente et marque ses premiers points en Coupe du monde au combiné de Wengen (28e). Il enregistre comme meilleur résultat dans cette compétition deux seizièmes places au super G de Beaver Creek en décembre 2019 et à la descente de Kitzbühel en janvier 2022.

## Palmarès

### Jeux olympiques
| Édition / Épreuve   | Descente | Super G | Slalom géant |
| ------------------- | -------- | ------- | ------------ |
| JO 2018 Pyeongchang | 29e      | Abandon | Abandon      |

### Championnats du monde
| Épreuve / Édition | Saint-Moritz 2017 | Åre 2019 | Cortina d'Ampezzo 2021 |
| Descente          | 14e               | 27e      | 23e                    |
| Super G           | 24e               | Abandon  | Abandon                |
| Slalom géant      | Abandon           |          |                        |
| Super combiné     |                   | 33e      | Abandon                |

### Coupe du monde
- Meilleur classement général : 107e en 2021.
- 3 podiums : 3 troisièmes places.

#### Classements
| Saison | Général | Slalom | Slalom géant | Super G | Descente | Combiné | Parallèle                        |
| ------ | ------- | ------ | ------------ | ------- | -------- | ------- | -------------------------------- |
| 2018   | 154e    | —      | —            | —       | —        | 38e     | Épreuve inexistante à cette date |
| 2019   | 111e    | —      | —            | 43e     | —        | 33e     | Épreuve inexistante à cette date |
| 2020   | 109e    | —      | -            | 30e     | —        | 33e     | —                                |
| 2021   | 107e    | —      | —            | 37e     | —        | —       |                                  |

### Championnats du monde junior
- Hafjell 2015 :
  -  Médaille d'or au super G.
  -  Médaille de bronze au combiné.

### Jeux olympiques de la jeunesse
- Innsbruck 2012 :
  -  Médaille d'argent au super-combiné.

### Championnats de Slovénie
- Champion du combiné en 2019.